# كاترين يانسن
كاترين يانسن (بالإنجليزية: Catherine Jansen)‏ هي مصورة أمريكية، ولدت في 14 ديسمبر 1950 في نيويورك في الولايات المتحدة.